# Pupp Czech Open 1996
Pupp Czech Open 1996, також відомий під назвою Prague Open,  — жіночий тенісний турнір, що проходив на відкритих кортах з ґрунтовим покриттям у Карлових Варах (Чехія). Належав до турнірів 4-ї категорії в рамках Туру WTA 1996. Турнір відбувся вп'яте і тривав з 10 до 15 вересня 1996 року. П'ята сіяна Руксандра Драгомір здобула титул в одиночному розряді.

## Фінальна частина

### Одиночний розряд
Руксандра Драгомір —  Патті Шнідер 6–2, 3–6, 6–4
- Для Драгомір це був 2-й титул за сезон і 4-й — за кар'єру.

### Парний розряд
Каріна Габшудова /  Гелена Сукова —  Ева Мартінцова /  Елена Пампулова 3–6, 6–3, 6–2
- Для Габшудової це був єдиний титул за сезон і 1-й — за кар'єру. Для Сукової це був 3-й титул за сезон і 75-й — за кар'єру.